# Littlest Pet Shop (jogo eletrônico)
Littlest Pet Shop é um jogo de video game animado em 3D da franquia Littlest Pet Shop disponível para Microsoft Windows, Wii e DSiWare. O jogo foi lançado na América do Norte em 14 de outubro de 2008. Uma segunda versão foi lançada em 20 de outubro de 2009, seguida por uma terceira versão em 5 de outubro de 2010.

## Desenvolvimento
Em agosto de 2007, a Eletronic Arts ganhou os direitos de publicação e desenvolvimento de jogos baseados em franquias da Hasbro, franquias como Monopoly, Littlest Pet Shop, e Nerf.

## Versão do Nintendo DS
No Nintendo DS existem 3 títulos separados. Cada versão disponibiliza animais diferentes. As versões são: Selva, Jardim e Inverno.

## Ligações Externas
- Página do jogo na EA Games Brasil